# Turkish Journal of Chemistry
Turkish Journal of Chemistry (abrégé en Turk. J. Chem.) est une revue scientifique à comité de lecture. Ce mensuel publie des articles des recherches originales en libre accès dans tous les domaines de la chimie.
D'après le Journal Citation Reports, le facteur d'impact de ce journal était de 1,117 en 2014. Actuellement, le directeur de publication est Ayhan S. Demir (Université technique du Moyen-Orient, Turquie).